# انیمه من
جوزف تِتسیرو بایزینگِر چهارم (به انگلیسی: Joseph Tetsuro Bizinger VI) (زاده ۲۸ سپتامبر۱۹۹۴) که بیشتر با نام جوئی بایزینگر (به انگلیسی: Joey Bizinger) و نام آنلاین انیمه من (به انگلیسی: The Anime Man) و نام مستعار موسیقی اِکرو کَمیجی (به انگلیسی: Ikurru Kamijou) شناخته می‌شود، یوتیوبر، صداپیشه، رپر، ترانه‌سرا و پادکست‌ساز ژاپنی استرالیایی است. محتوای ویدیویی او بر روی انیمه، مانگا، فرهنگ ژاپنی، زبان و بازی ویدئویی متمرکز است. همچنین جوئی به‌خاطر مصاحبه‌هایش با افراد درگیر در صنعت سرگرمی ژاپنی، مانند نویسندگان لایت ناول، مانگاکا و صداپیشه‌های انیمه معروف است.

## اوایل زندگی
جوئی در ۲۸ سپتامبر ۱۹۹۴ در نیو ساوت ولز، سیدنی متولد شد، او فرزند یک مادر ژاپنی و یک پدر استرالیایی‌تبار آلمانی و مجارستانی است. مادر جوئی می‌خواست که مطمئن شود او اصالت ژاپنی خود را حفظ کند در نتیجه با او فقط به ژاپنی صحبت می‌کرد و انیمه‌های مختلف ژاپنی را در ویدئوهای خانگی به او نشان داد، انیمه‌های دورایمون، سیزی-سان و پوکمون در دوران کودکی او بسیار پررنگ بودند.
در کالج کاتولیک سنت پل در مانلی، منلی، نیو ساوت ولز، جوئی تنها دانشجوی ژاپنی‌تبار در کلاس خود بود و اغلب توسط همسالان اش از او سؤال می‌شد که آیا در مورد انیمه اطلاعاتی دارد، زیرا در آن زمان محبوبیت این رسانه در بین نوجوانان در استرالیا و سراسر جهان در حال افزایش بود. این موضوع، در کنار پروژه مدرسه برای ساخت وب سایت، جوئی را بر آن داشت تا وب سایتی بسازد که در آن انیمه‌ها را نقد می‌کند. حتی پس از پایان پروژه نقد هارا ادامه داد و تا زمان حضور در دانشگاه سیدنی به ارسال نقد ادامه داد. در حین تحصیل در آنجا، او شروع به ساخت برخی ویدئو در یوتیوب کرد تا در وب سایت خود درج کند اما در نهایت تصمیم گرفت که به‌طور کامل به یوتیوب برود.
بیزینگر در دانشگاه سیدنی تحصیل کرد و در سال ۲۰۱۶ در رشته فناوری طراحی کامپیوتر فارغ‌التحصیل شد.

## حرفه
بعد از فارغ‌التحصیلی از دانشگاه جوئی به ژاپن مهاجرت کرد و در ابتدا قصد داشت که در زمینه فناوری اطلاعات کار کند، اما در آن زمان کانال یوتیوب او به قدری موفق شده بود که می‌توانست به‌طور تمام وقت روی آن کار کند. همچنین او صداپیشگی در بازی‌های ویدئویی Grisaia Phantom Trigger و No Straight Roads و نقش آفرینی در مجموعه انیمه Pop Team Epic را انجام داده‌است.
جوئی چندین بار در رویدادهای انیمه‌کان در فنلاند شرکت کرده که اولین بار در شهر کوئوپیو در سال ۲۰۱۷ و سال بعد در هلسینکی بود. در ۱۸ دسامبر ۲۰۱۹، جوئی یک آلبوم تحت عنوان A Picture Frame Full Of Memories با نام هنری Ikurru، با اجرای پیانو و آواز، با اشاره به پدر بزرگش، ایشیرو سوزوکی، منتشر کرد. جوئی ۲ آلبوم کامل تحت نام Ikurru و دو تک آهنگ تا فوریه ۲۰۲۱ منتشر کرده‌است. جوئی در موسیقی خود، به دو زبان انگلیسی و ژاپنی می‌خواند و رپ می‌کند.
در ۵ ژوئن ۲۰۲۰، جوئی یک پادکست با نام Trash Taste به همراه یوتیوبر تایلندی-بریتانیایی گیکوک (Gigguk) و یوتیوبر ولزی کانر کلکوهون (CDawgVA) شروع کرد. در حال حاضر کانال پادکست او بیش از ۱ میلیون مشترک دارد.

## زندگی شخصی
در ۴ نوامبر ۲۰۱۶، او و یک یوتیوبر به نام آگنس دیگو اعلام کردند که در رابطه هستند.